# Hexadactilia civilis
Hexadactilia civilis là một loài bướm đêm thuộc họ Pterophoridae. Nó được tìm thấy ở Queensland.